# Dendrocygna autumnalis
El suirirí piquirrojo (Dendrocygna autumnalis) es una especie de la familia Anatidae (cisnes, gansos, patos y cercetas). Mide aproximadamente 48 centímetros y la IUCN la considera como de preocupación menor.

## Descripción
La parte superior del cuello es grisácea y la inferior castaña hasta el pecho donde va adquiriendo un tono gris parduzco hasta unirse con el abdomen negro. La espalda es castaña rojiza y las alas negras con una gran mancha blanca que se distingue mientras vuela. Tanto el pico coral como la mancha blanca alar son propios de esta especie lo cual ayuda a diferenciarla de otras similares. Las patas palmeadas son rosadas. Un anillo blanco rodea el ojo. El plumaje debajo de la cola es estriado en blanco y negro. Se encuentra en parejas o en grupos mixtos de congéneres con los que pueden reunir altos números mientras descansan o se alimentan. Su hábitat se relaciona con lagunas, pantanos, márgenes de ríos, campos anegados y manglares. Se observa posado en árboles, sesteando cerca de vegetación acuática, nadando y sumergido parcialmente en búsqueda de invertebrados y semillas. Consume grandes cantidades de materia vegetal, aprovecha cultivos como los arrozales. Se alimenta, vocaliza y vuela tanto en el día como en la noche. Migra localmente con la estacionalidad en los países en que rara vez es residente, esto debido a que de casi todos los ánades, este tiende más a ser una especie migratoria.

## Nombres comunes
Este ánade es comúnmente llamado Güirirí o Yaguaso de pico rosado gracias al color del pico, que en realidad es más bien de un tono coral intenso que resalta con el tono gris opaco en la cara y parduzco de la cabeza. Otros nombres que recibe son: Pichichi, pijije de alas blancas, chiriría pinta o pato silbón de ala blanca (en Chile), suirirí piquirrojo (en Perú), güíchichi (en Panamá), pisingo o piscingo (en Colombia), pichihuila (en Sinaloa), pichiche, pijije o pijiji (en el sur de México, Guatemala y El Salvador), güirirí (en los llanos colombianos y el llano venezolano) y piche, wichiche (en Centroamérica). 

## Distribución
La especie está ampliamente difundida en América, al norte incluye el extremo sur de los Estados Unidos (Texas, Arizona y Luisiana) y México (principalmente a lo largo de las vertientes del Pacífico y del Atlántico, península de Yucatán y sur de la península de Baja California). Su distribución continúa hacia América Central y América del Sur. En Venezuela, Colombia, Ecuador y Perú vive todo el año ya que son de los pocos países donde esta ave es residente.

## Subespecies
Se reconocen dos subespecies de Dendrocygna autumnalis:
- Dendrocygna autumnalis autumnalis: sur de Estados Unidos hasta Panamá.
- Dendrocygna autumnalis discolor: Panamá hasta Ecuador, Uruguay y Argentina.